# John Hyams
John Hyams (1964. december 19.) amerikai forgatókönyvíró, rendező és operatőr, aki leginkább a Tökéletes katona sorozatban való részvételéről ismert, amelynek két részét rendezte. Ő Peter Hyams filmrendező fia.

## Pályafutása
Hyams a Syracuse University School of Visual and Performing Arts-on végzett, és elismert festő és szobrász lett, aki New Yorkban és Los Angelesben állított ki és adott el alkotásokat. 1997-ben vált ismertté Hollywoodban, miután megírta, producere és rendezője lett a kritikusok által elismert One Dog Day című filmnek. A film a Taos Talking Picture Film Filmfesztiválon debütált. Ezt követően Hyams több dokumentumfilmet is rendezett, köztük a The Smashing Machine-t, amely Mark Kerr bokszoló életét követi nyomon. Hyams rendezte az ABC televízió New York rendőrei című sorozatának több epizódját is.
2009-ben Hyams vette át az Tökéletes katona filmsorozatos, és ő rendezte a Tökéletes katona 3. – Egy új kezdet című filmet Jean-Claude Van Damme és Dolph Lundgren főszereplésével, melyet 9 millió dolláros költségvetésből, nagyrészt Bulgáriában forgattak. Ezután 2012-ben megírta és elkészítette a Tökéletes katona: A leszámolás napja című folytatást, amelyben szintén Van Damme és Lundgren játszott. A filmet 3D-ben forgatták, 8 millió dolláros költségvetéssel.

## Filmográfia

### Filmek
- One Dog Day (1997)
- Tökéletes katona 3. – Egy új kezdet (2009)
- A sárkány szeme (2012)
- Tökéletes katona: A leszámolás napja (2012)
- All Square (2018)
- Alone (2020)
- Beteg (2022)

### Rövidfilmek és dokumentumfilmek
- The Smashing Machine: The Life and Times of Extreme Fighter Mark Kerr (2002, dokumentumfilm)
- Fight Day (2003, rövid dokumentumfilm)
- Rank (2006, dokumentumfilm)
- The Razzle Dazzle (2009, rövidfilm)
- The Ignorant Bliss of Sun and Moon (2011, rövidfilm)

### Televízió
- New York rendőrei (2003–2005, 4 epizód)
- Vak igazság (2005, 1 epizód)
- Z, mint zombi (2014-2015, 9 epizód)
- A sötétség kora (2016, 2 epizód)
- Lángoló Chicago (2017, 1 epizód)
- Bűnös Chicago (2017-2019, 4 epizód)
- Legacies: A sötétség öröksége (2019, 1 epizód)
- Fekete nyár (2019, 9 epizód)

## Fordítás
- Ez a szócikk részben vagy egészben  a   John Hyams című angol Wikipédia-szócikk fordításán alapul.  Az eredeti cikk szerkesztőit annak laptörténete sorolja fel. Ez a jelzés csupán a megfogalmazás eredetét és a szerzői jogokat jelzi, nem szolgál a cikkben szereplő információk forrásmegjelöléseként.